# Římskokatolická farnost Hukvaldy
Římskokatolická farnost Hukvaldy je územní společenství římských katolíků vzniklé vyčleněním z farnosti Rychaltice v roce 1911. Farním kostelem je kostel sv. Maxmiliána v centru obce Hukvaldy. Farnost spadá do děkanátu Místek ostravsko-opavské diecéze. Do farnosti Hukvaldy náleží také místní část obce Hukvaldy zvaná Horní Sklenov. Do farnosti naopak nepatří místní části Dolní Sklenov, Rychaltice a Krnalovice, které jsou součástí farnosti Rychaltice.
Součástí farnosti je také hradní kaple sv. Ondřeje nacházející se na hradě Hukvaldy.

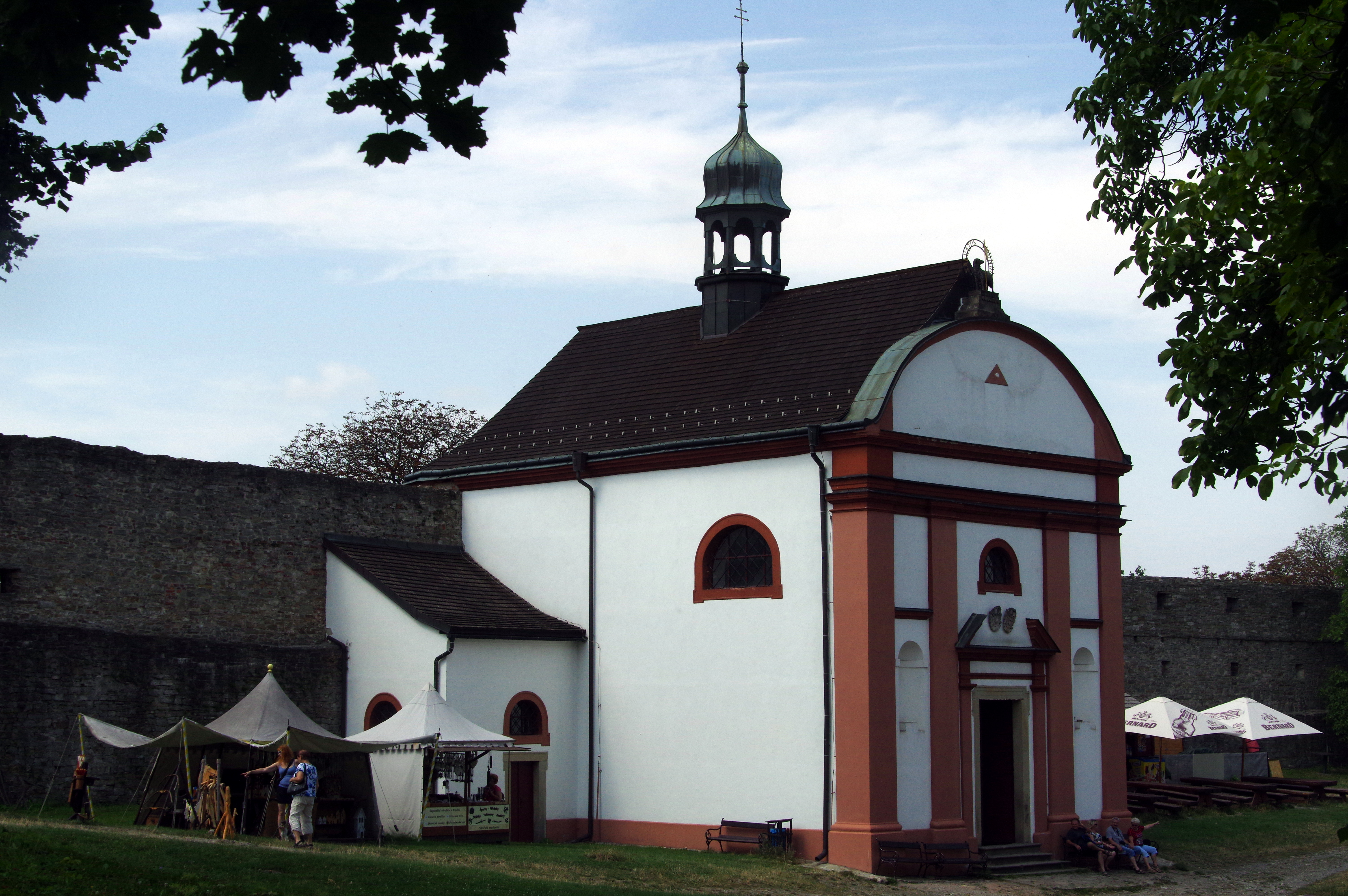
Hradní kaple sv. Ondřeje

## Duchovní správci
Správou farnosti je pověřen jako administrátor excurrendo správce farnosti Rychaltice.
- P. ThLic. Mgr. Dariusz Adam Jędrzejski (2004–2020)[2]
- P. Mgr. Zdenko Vavro (2020-2021)[3][4]
- P. Mgr. David Tyleček (od 2021)[5]

## Bohoslužby
Pořad bohoslužeb je platný k 01/2023. Časový údaj uvedený v závorce je platný pro zimní období. V kapli sv. Ondřeje probíhá bohoslužba pouze jednou ročně na přelomu listopadu a prosince při příležitosti slavnosti Ondřejské pouti.
| Chrám                 | Místo    | Bohoslužba (den) | Hodina             | Poznámka |
| --------------------- | -------- | ---------------- | ------------------ | -------- |
| Kostel sv. Maxmiliána | Hukvaldy | neděle úterý     | 9.30 18.00 (17.00) |          |